# Бос, Субхас Чандра
Су́бхас Ча́ндра Бос (англ. Subhash Chandra Bose, бенг. সুভাষ চন্দ্র বসু, Shubhash Chôndro Boshu) (23 января 1897 — 18 августа 1945), также известен как Нета́джи — бенгалец по происхождению, один из лидеров Индийского движения за независимость. 
Для борьбы с британскими колонизаторами пошёл на сотрудничество с германцами, а затем с японцами. Возглавлял прояпонское временное правительство «Азад Хинд» («Свободная Индия»), которая выпускала свои деньги и марки и контролировала небольшую территорию, занятую японцами. Согласно официально принятой версии, самолёт, на котором Бос пытался бежать в Японию, потерпел авиакатастрофу.

## Биография

### Происхождение
Субхас Чандра Бос родился в семье бенгальцев-индуистов; был девятым ребёнком из четырнадцати. Учился в частных колледжах, университете Калькутты и Кембриджском университете.

### Политическая деятельность в Индии
С ранних лет начал активно заниматься политикой, неоднократно арестовывался за революционную деятельность. Дважды подряд избирался председателем Индийского национального конгресса. В своих взглядах имел значительные разногласия с Махатмой Ганди, считал его политику ненасилия недостаточной для достижения независимости Индии. Бос был сторонником вооружённого выступления против британского господства, основал собственную политическую партию «Вперёд, Индия». Среди сторонников назывался Нетаджи — «вождь», с уважительным окончанием («джи»).

### Роль во Второй мировой войне
С началом Второй мировой войны искал контакты сначала с СССР (но в СССР тогда, в угоду текущей политической конъюнктуре, борьбу индусов за независимость называли «предательской», советская пресса писала о «предательском стремлении Неру к свободе для Индии»), а позже с нацистской Германией, желая привлечь их помощь в получении независимости Индии. 
17 января 1941 года бежит из-под ареста; ему удалось бежать из Индии в Афганистан под видом пуштунского паломника. В Кабуле провел встречи в дипмиссиях СССР, Германии и Италии, где поднимал вопросы о финансовой помощи для создании антибританского военного сопротивления. В марте 1941 года пересекает афгано-советскую границу, через Ташкент добирается до Москвы. Из Москвы в марте 1941 года на самолёте немецкого посла вылетел в Германию. 2 апреля 1941 года он с итальянским паспортом на имя Орландо Мазотта и с советской визой прибыл в Берлин. 

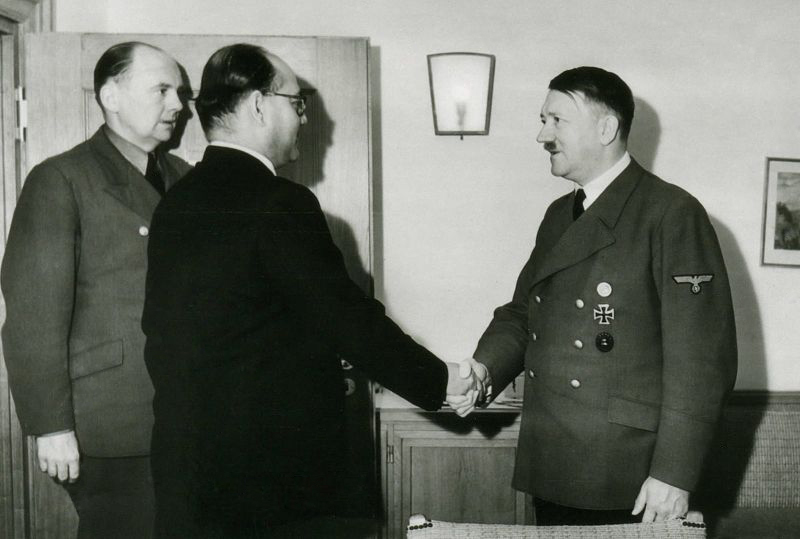
Встреча Боса и Адольфа Гитлера

Посещал Германию, где принял участие в создании добровольческого легиона СС «Свободная Индия». Также налаживал контакты с властями Японской империи в совместной борьбе против Великобритании. 29 мая 1942 года встретился в Берлине с германским фюрером Адольфом Гитлером.
В 1943 году возглавил Временное правительство свободной Индии «Азад Хинд» и вооружённые силы Национальной армии, сформированные в оккупированном японцами Сингапуре, в основном из индийских военнопленных и рабочих-мигрантов. Отряды, сформированные Босом, принимали участие в военных действиях японской армии против англичан в Бирме и других территориях со значительным индийским населением.

### Гибель. Альтернативные версии
В начале 1945 года в связи с ухудшением ситуации на фронтах пытался перебраться в Японию, однако погиб в авиакатастрофе возле Тайваня 18 августа 1945 года. Обстоятельства гибели Субхаса Чандры Боса до сих пор остаются невыясненными. Индийские исследователи не смогли найти обломков самолёта Боса, что вызвало конспирологические теории о его дальнейшей судьбе. Согласно одной из существующих, но неподтверждённых версий, Субхас Чандра Бос мог быть захвачен советской разведкой и умер в плену.

## Оценка
Как отмечает исследователь Трофимов В.Н.: «в самом начале 1941 года в Москве, судя по всему, решался вопрос, нужно ли начинать активное сотрудничество с Субхасом Чандрой Босом, известным борцом за независимость Индии. Если бы такое сотрудничество началось, это, скорее всего, быстро привело бы к тому, что Индия обрела бы независимость с помощью СССР».
Ввиду сотрудничества с нацистами и японцами во время Второй мировой войны Субхас Чандра Бос остаётся одной из крайне противоречивых фигур в истории Индии, тем не менее он официально признан одним из революционеров-борцов за независимость Индии. Современный триколор Индии и герб были во многом заимствованы из атрибутов временного правительства, возглавляемого Босом в эмиграции. В 1992 году его имя было официально занесено в пантеон героев Индии, он был посмертно награждён высшей наградой Индии — орденом «Бхарат ратна». В нескольких городах Индии Субхасу Босу были сооружены памятники, история его жизни нашла отражение в нескольких книгах и фильмах. Международный аэропорт в Калькутте и одна из станций Калькуттского метрополитена носят его имя.

## В искусстве
Фильм «Лидер Субхас Чандра Бос: Забытый герой»

### В филателии
Субхас Чандра Бос на марках Индии, выпущенных к его 67-летней годовщине в 1964 году.

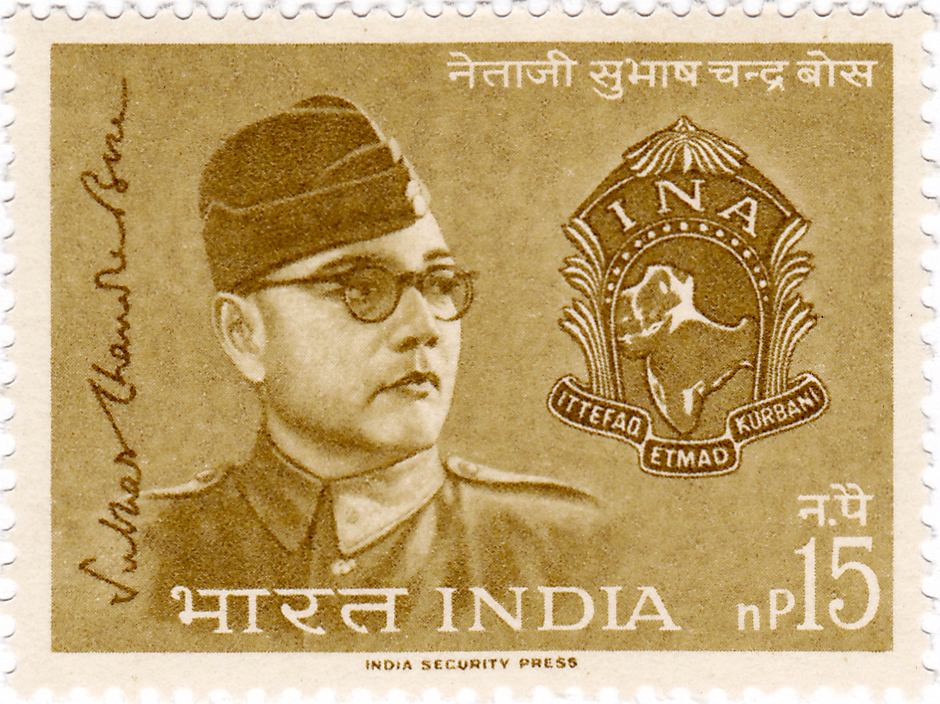
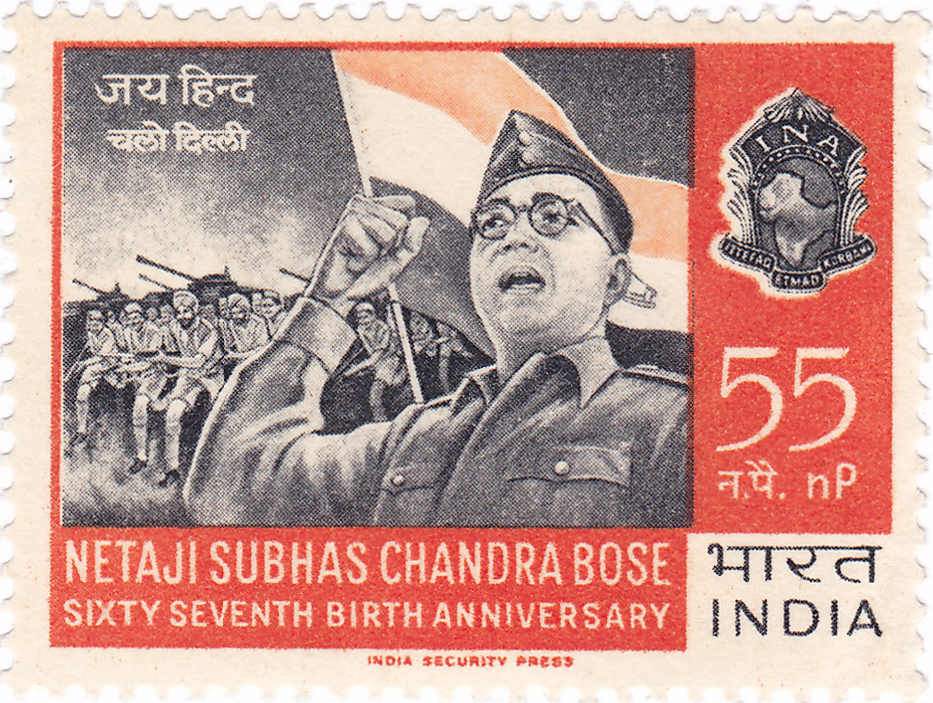